# باشگاه فوتبال یان رگنسبورگ
باشگاه فوتبال اس‌اس‌وی یان رگنسبورگ (به آلمانی: SSV Jahn Regensburg) باشگاه فوتبالی است که در شهر رگنسبورگ قرار دارد و در سال ۱۹۰۷ تأسیس شده‌است.
این باشگاه هم‌اکنون در بوندس‌لیگا ۲ آلمان بازی می‌کند. (فصل ۲۰–۲۰۱۹)